# Célula eucariótica
Células eucarióticas, eucariontes ou eucélulas são mais complexas do que as procarióticas, pois possuem membrana nuclear individualizada e vários tipos de organelas. Uma célula eucariótica possui verdadeiro núcleo; ou seja, possui um envoltório nuclear que protege o material genético; que contém um ou mais nucléolos. É constituída por muitas organelas citoplasmáticas, ao contrário das células procarióticas. De acordo com os cientistas, as células eucarióticas surgiram a partir de um processo evolutivo das suas congéneres procarióticas, que são células relativamente mais simples a nível estrutural e funcional. Encontram-se representadas em quase todos os grupos de seres vivos, constituindo todos os seres vivos de 4 dos 5 Reinos de seres vivos de acordo com a classificação segundo Whittaker (Reinos Plantae, Animalia, Protista e Fungi).
Existem dois tipos de células eucarióticas: as células vegetais e as células animais. Ambos os tipos de células eucarióticas distinguem-se com base na presença ou ausência de certas organelas. Por exemplo, a parede celular, os cloroplastos e os vacúolos, por exemplo, são organelos que se encontram nas células vegetais, mas estão ausentes nas células animais. Os centríolos surgem apenas nas células animais.
As células procarióticas são relativamente simples e são as que se encontram nas bactérias e cianófitas ("algas" azuis ou cianobactérias).